# Ana Lavrič
Ana Lavrič, slovenska umetnostna zgodovinarka, * 25. oktober 1951, Ljubljana.
Lavričeva je leta 1977 diplomirala in 1993 doktorirala na ljubljanski Filozofski fakulteti. Leta 1982 se je zaposlila na Umetnostnozgodovinskem inštitutu Franceta Steleta pri ZRC SAZU v Ljubljani, kjer je postala leta 1999 znanstvena svetnica. 
Lavričeva preučuje arhivske vire kot zgodovinski temelj stroke. Pri raziskovalnem delu se je osredotočila zlasti na vire iz 17. in 18. stoletja, raziskuje še cerkveno umetnost, posega pa tudi na širše kulturnozgodovinsko področje.
Leta 2003 je prijela priznanje Izidorja Cankarja za kritično izdajo Dolničarjeve Zgodovine ljubljanske stolne cerkve s transkripcijo, prevodom in spremno študijo, leta 2021 pa še nagrado Izidorja Cankarja za življenjsko delo.